# RPL (programski jezik)
RPL (angleško reverse Polish Lisp) je sistem in uporabniški programski jezik žepnih računalnikov podjetja Hewlett-Packard. Jezik se uporablja na znanstvenih grafičnih kalkulatorjih z obrnjenim poljskim zapisom (RPN) serij HP-28, HP-48 in HP-49.
RPL je struktruralni programski jezik z obrnjenim poljskim zapisom in je sposoben procesirati tudi izraze in enačbe v infiksnem algebrskem zapisu. Je precej podoben jeziku Forth, saj oba uporabljata sklad in seveda Lisp, ki temelji na seznamih. Z razliko od predhodnih kalkulatorjev HP z obrnjenim poljskim zapisom, ki so imeli fiksni štirinivojski samodejni sklad (X, Y, Z, T), je sklad v RPL omejen le z razpoložljivim kalkulatorjevim RAM-om.
RPL so razvili v razvojnem oddelku HP v Corvallisu, Oregon leta 1984 kot nadomestilo za predhodno rabo zbirnika za operacijske sisteme kalkulatorjev. William C. Wickes, eden od izvirnih razvijalcev RPL, je o poimenovanju jezika povedal: »razvojni tim jezika nikoli ni drugače imenoval kot le  (z začetnicami) RPL.«